# Щербаков, Михаил Васильевич (писатель)
Щербаков Михаил Васильевич (около 1890, Москва — 3 января 1956) — русский писатель, переводчик и журналист, фотограф, путешественник дальневосточной эмиграции.

## Биография
Родился в Москве, окончил физико-математический факультет Императорского высшего технического училища.
В 1914 году был мобилизован и в группе молодых офицеров, владеющих французским языком, направлен во Францию, где в Лионской лётной школе прошел краткосрочные курсы аэрофотографии. По окончании воюет на Балканском фронте, в непосредственном подчинении у генерала М. К. Дитерихса, занимался аэросъёмкой немецких позиций.
После окончания Первой мировой войны ему было предоставлено французское гражданство и предложена работа в Индокитайском банке в Ханое. Весной 1920 года Михаил Щербаков оставил должность в банке и перебрался из Вьетнама во Владивосток. Работал редактором «Крестьянской газеты» и «Русского края». Во Владивостоке познакомился с другими значимыми деятелям дальневосточной эмиграции, организаторами и участниками литературного клуба «Салон поэтов» — с Леонидом Ещиным, Арсением Несмеловым, Борисом Бетой, Вс. Н. Ивановым, Михаилом Урванцевым и др.
Переехал в Шанхай. Как французский подданный поселился во Французской концессии, поступил на службу в Индокитайский банк. Из Индокитайского банка перешёл в ряды французской полиции

## Литературная и внелитературная деятельность
Михаил Щарбаков много путешествовал. Путевые очерки и заметки публиковал в шанхайских газетах и журналах. Объездил вся Юго-Восточную Азию и острова Тихого океана, неоднократно бывал в Японии, Корее, Гонконге, посетил Цейлон и остров Пасхи.
Всю жизнь увлекался фотографией. Постоянно экспериментировал с цветной фотографией. Его пейзажные снимки побеждали на Всешанхайском конкурсе фотографов.
В 1929 г. молодые литературные силы Шанхая образовал Содружество русских работников искусств «Понедельник» (просуществовало до 1935 г.). В разные годы в нём состояли: В. Валь, О. Скопиченко, Л. Гроссе, П. Северный, В. Янковская, Н. Светлов, В. Засыпкин, М. Кичигин, Н. Соколовский и др. Председателем Содружества был избран Михаил Щербаков, который тут же приступает к изданию альманаха «Понедельник», учреждает издательство, и запускает лучший шанхайский альманах «Врата». В 1931 выходит первый номер литературно-художественного сборника «Багульник», где среди прочих публикаций есть повесть М. В. Щербакова «Чёрная серия».
После 1947 г. русская колония в Шанхае начала «таять». В 1950-х годах Щербаков оказался во Вьетнаме, в Сайгоне, где как профессиональный фотограф открыл фотоателье и давал частные уроки фотографии.
Вскоре впал в глубокую депрессию, заболел нервным расстройством, и его французские приятели, чета Зандеров, перевезли его в Париж и определили в психическую больницу. Из больницы Щербаков вышелходит 1955 г. и поселился в Булоне недалеко от своих приятелей Зандеров. 3 января 1956 г. выбросился из окна.

## Публикации
- В 1923 в Японии вышли первые поэтические сборники Михаила Щербакова — «Vitraux» (Йокогама) и «Поэма океана» (Токио).
- В 1931 г. в альманахе «Понедельник» М. В. Щербаков публикует отрывок из своего фантастического романа «Токсин любви», в 1933 г. перевод романа П. Г. Вудхауза «Оптимист». Известны неоконченные переводы сонетов Бодлера.
- В 1943 г. в издательстве «Врата» вышла книга избранных рассказов М. Щербакова «Корень жизни». В 1944 г. издаётся поэтическое избранное Михаила Васильевича «Отгул».

Переводил творчество китайского современника Лу Синя (Чжоу Шужень).
В 2011 г. во Владивостоке в издательстве «Рубеж» вышел сборник рассказов, очерков и эссе М. В. Щербакова «Одиссеи без Итаки».

## «Одиссеи без Итаки»
Осенью 1922 г. покидал Владивосток. Начал своё путешествие на вспомогательном крейсере «Лейтенант Дыдымов» в составе Сибирской флотилии адмирала Г. К. Старка 24 октября. Флотилия направлялась в Шанхай с заходом в корейские порты Гензан и Сейсин. Переход растянулся на полтора месяца. На стоянке в Гензане М. В. Щербаков пересел на канонерскую лодку «Улисс». Утром 4 декабря, не дойдя 150—200 миль до Шанхая, во время шторма затонул «Лейтенант Дыдымов». Путешествие описано в очерке «Одиссеи без Итаки».